# Cotesia chiloniponellae
Cotesia chiloniponellae är en stekelart som först beskrevs av You och Wang 1990.  Cotesia chiloniponellae ingår i släktet Cotesia och familjen bracksteklar. Inga underarter finns listade i Catalogue of Life.